# Emil Ludvík
Emil Ludvík (* 16. August 1917 in Prag; † 15. April 2007 in Česká Lípa) war ein tschechischer Jazzmusiker (Piano, Akkordeon, Bandleader), Filmkomponist und Menschenrechtler.

## Leben und Wirken
Ludvík studierte an der Karls-Universität bei Josef Suk Musik, außerdem Philosophie, Soziologie und Kunstgeschichte. Während der Besetzung der Tschechoslowakischen Republik durch Deutschland war er einerseits im Untergrund tätig, leitete andererseits nach einem studentischen Jazzquintett ein hervorragendes Swingorchester, in dem Musiker wie Ždenek Novak, Ladislav Habart, Jiří Verberger, Walter Paul, Jan Hammer senior und Miroslav Vrba spielten sowie (illegal) Fritz Weiss, der bis zu seiner Deportation ins KZ Theresienstadt 1941 der eigentliche Leiter des Ensembles war. Die Bigband nahm Schallplatten für das Esta-Label auf, die auf zwei CDs wiederveröffentlicht wurden. Ludvik galt als „ungekrönter König des tschechischen Hot Jazz“.
Nach dem Zweiten Weltkrieg wurde er Mitarbeiter des Staatspräsidenten Edvard Beneš, für den er als Privatsekretär tätig war. Nach dessen Tod wurde er für zwei Jahre inhaftiert. Danach arbeitete er beim Rundfunk und als Filmkomponist. 1968 gründete er während des Prager Frühlings mit František Tomášek und Milan Machovec die tschechoslowakische Liga für Menschenrechte. Auch war er einer der Erstunterzeichner der Charta 77.

## Filmographie
- Muž, který stoupl v ceně (1967)
- Dobrodružství s nahým klukem (1964)
- Malý Bobeš ve městě (1962)
- Malý Bobeš (1961)
- Prázdniny v oblacích (1959)
- Jaroslav Vojta, herec čistého srdce (1959)
- Brankář bydlí v naší ulici (1958)
- Cestou k divákům (1958)
- Když film promluvil (1958)
- Přišel na návštěvu (1956)
- Vzorný kinematograf Haška Jaroslava (1955)
- Malý sen (1955)

## Lexikalische Einträge
- Jürgen Wölfer: Jazz in Deutschland. Das Lexikon. Alle Musiker und Plattenfirmen von 1920 bis heute. Hannibal, Höfen 2008, ISBN 978-3-85445-274-4.